# Henk van Twillert
Henk van Twillert (Spakenburg, 1959) es un saxofonista de Países Bajos.
Su amplia carrera profesional comenzó en 1979, al fundar el Amsterdam Saxophone Quartet, un grupo aún activo y que ha dado cientos de conciertos por todo el mundo y ha producido una extensa discografía. 
Von Twillert es también una figura importante en el mundo de la pedagogía, actualmente es profesor residente en el Conservatorio de Ámsterdam y en la Escola Superior de Música e das Artes do Espectáculo do Porto. A menudo ha sido invitado para dirigir Clases Magistrales en los Conservatorios de París, Milán, Londres, Nueva York, Beijing, La Habana y Minsk, entre otros.